# Bay Area Rapid Transit

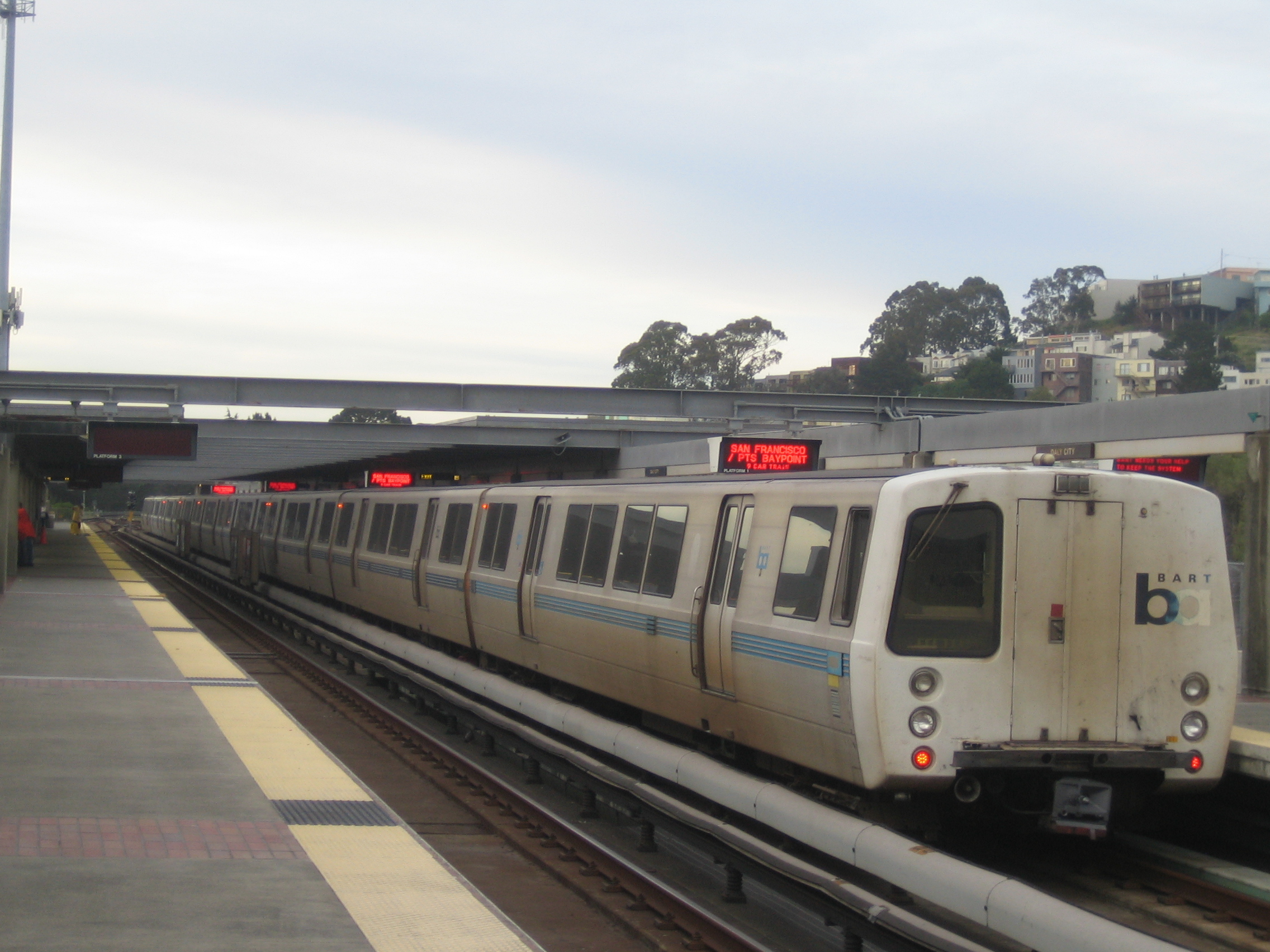
BART-Zug der Bauart C in der Station Daly City (2006)

Die Bay Area Rapid Transit (BART) ist ein Verkehrsunternehmen, das Teil des öffentlichen Nahverkehrs in San Francisco und Umgebung ist. Das gleichnamige Verkehrssystem verbindet die größten Orte der San Francisco Bay Area miteinander. Der erste Streckenabschnitt zwischen Oakland und Fremont wurde 1972 eröffnet. Vor der Corona-Pandemie im Jahr 2019 wurden jeden Wochentag über 400.000 Fahrgäste befördert.

## Geschichte
Das BART-System hat einen Vorläufer in der Form des Key System, einem Nahverkehrssystem mit Vorortzügen, Bussen und Straßenbahnen, die die »East Bay«, also die Vororte östlich der Bucht von San Francisco mit dem westlich gelegenen San Francisco verbanden. Die Verbindung über die Bucht wurde durch Fähren sowie durch eine Straßenbahnlinie im Unterdeck der Bay Bridge ermöglicht. Bei seiner größten Ausdehnung in den 1940er Jahren betrieb das »Key System« über hundert Streckenkilometer.
Der Straßenbahnbetrieb wurden in der Bay Area 1948 eingestellt, die letzten Vorortzüge in der East Bay fuhren noch bis 1958, die Gleise auf der Bay Bridge wurden beim Umbau 1957 entfernt. Der gesamte Nahverkehr wurde zu jener Zeit auf Busse umgestellt, für die Hintergründe siehe Großer amerikanischer Straßenbahnskandal.
Schon zur Zeit des Key System gab es Planungen zur Modernisierung des Nahverkehrs nach San Francisco, unter anderem einer U-Bahn unter der Market Street im Zentrum von San Francisco. Nach verschiedenen Vorüberlegungen konnten 1959 erste Planungsmittel für einen »Schnellverkehr in der Bay Area« bereitgestellt werden – englisch »Bay Area Rapid Transit«, ebenjener Begriff, der Namensgeber für das neue System wurde.
Ursprünglich waren alle neun Countys der Bay Area in die Planungen einbezogen, aber das Santa Clara County sprang schon 1957 ab, es folgten das San Mateo County 1961, und kurz darauf das Marin County 1962. Die Gründe lagen in den schon damals hohen Kosten für die BART-Strecken, sodass einige Countys auf klassische Vorortzüge setzten, und die Idee einer Strecke über die Golden Gate Bridge (ins Marin County) wurde schon frühzeitig als »langfristige Option« zurückgestellt. Die Pläne für das BART-System wurden per Referendum in den übrigen Countys dann im November 1962 gebilligt.
Nach der Freigabe der Mittel wurde kurze Zeit später mit dem Bau begonnen, zumeist entlang älterer Bahnstrecken. Die erste Linie ging am 11. September 1972 in Betrieb, allerdings nur auf der Ostseite der Bucht zwischen MacArthur und Fremont. Der Transbay Tunnel durch die Bucht, das Herzstück des Systems, war zwar schon 1969 fertiggestellt worden, der Gleisbau und Elektrifizierung brauchten aber noch einige Jahre, sodass die ersten Züge nach San Francisco 1974 durchfahren konnten.
Im Zuge der Errichtung wurde auch ein Tunnel unter der Market Street gebaut, der dem heutigen westlichen Teil des Market Street Subway entspricht. Der Tunnel wurde bis 1980 für die Muni Metro erweitert. Im gemeinsamen Teil nutzt BART die untere und die San Francisco Municipal Railway die obere Ebene. Die ersten BART-Züge verkehrten ab dem 5. November 1973 im Stadttunnel.
In den ersten Jahren wurde BART nur wochentags und auch dann nicht in den Nachtstunden betrieben. Die Erwartung, dass Arbeitspendler zahlreich auf das neue System wechseln, erfüllte sich nicht. Statt der erwarteten 157.000 Pkw-Fahrten wurden 1976 nur 44.000 ersetzt. Bei einer Gesamtschau 1976 wurde die Gesamtkosten mit 1,586 Milliarden US-Dollar angesetzt, also inklusive Strecken, Fahrzeugen und Tunneln (inflationsbereinigt heutzutage fast 10 Milliarden). Schon damals gab es die Kritik, dass die Realisierung fast vier Jahrzehnte brauchte und dabei eines der teuersten Systeme herauskam. Die umgesetzten Neuerungen wurden bei anderen Verkehrssystemen nie in gleicher Weise übernommen.
Das Streckennetz wurde in den folgenden Jahren regelmäßig erweitert. Im Zuge der Renaissance schneller Stadtbahnen und leichter Regionalzüge wurden ab den 2000er Jahren jedoch auch Alternativen erwogen. Statt des Ausbaus der BART-Strecken auf der Westseite südlich von San Francisco soll dort die Caltrain-Strecke elektrifiziert, mit stufenlosen Einstiegen beschleunigt und im Tunnel an die Market Street angebunden werden (Downtown Extension – DTX). Auf der Ostseite des Netzes wurde eine Erweiterung nach Antioch realisiert, jedoch mit abweichender Spurweite, Traktionsart und anderen Fahrzeugen. Mit Umstieg am gleichen Bahnsteig verkehren dort regelspurige Stadler-GTW-Züge. Die Kosten für den Bau der Strecke sollten damit um 60 % geringer als bei den vorher gebauten BART-Strecken sein.

## Streckennetz
Das BART-Netz weist die in der Region sonst nicht verwendete Spurweite von 1676 mm (indische Breitspur) und wird mit 1000 Volt Gleichspannung betrieben. Die Energiezufuhr erfolgt über seitliche, von unten bestrichene Stromschienen. Die 2018 in Betrieb genommene, 10 Meilen lange Erweiterung von Pittsburg/Bay Point nach Antioch wurde jedoch mit 1435 mm (Regelspur) ausgeführt. Hier werden außerdem Dieseltriebwagen eingesetzt.
Durch die Höchstgeschwindigkeit von 128 km/h und die großen Stationsabstände erreichen die Züge im BART-Nertz eine Durchschnittsgeschwindigkeit von 53 km/h. Das Netz ist, bedenkt man die in den Vereinigten Staaten nicht überall hohe Zugdichte, großzügig ausgebaut, erkennbar an der Zweigleisigkeit aller Strecken, der geschwindigkeitsgünstigen Trassierung und der Anlage umfangreicher Gleisanlagen.
In San Francisco führt die Stammstrecke unter der Market Street entlang und weist dort vier zentrale Stationen auf. In Richtung Osten führt die Strecke durch die Transbay Tube unter der Bucht von San Francisco hindurch nach Oakland, wo sie sich in verschiedene Richtungen verzweigt. Vier Linien führen durch San Francisco, die fünfte (orange) bleibt auf der östlichen Seite der Bucht. Außerhalb von San Francisco werden die Strecken häufig in Mittellage von Autobahnen geführt. Die Stationen sind in den meisten Fällen mit Busbahnhöfen verbunden und weisen eine große Anzahl von teilweise kostenpflichtigen Park-and-Ride-Plätzen auf.
Bis 2023 fuhr jede Linie im 15-Minuten-Takt, wodurch sich auf der Stammstrecke ein 3,75-Minuten-Takt ergibt. Während der Covid-Pandemie wurde dies ausgedünnt. Im Abendverkehr fuhren drei Linien im Zwanzigminutentakt, so dass dann auf der Stammstrecke noch alle zehn Minuten ein Zug verkehrt. Am Wochenende und nachts fuhren die Linien alle dreißig Minuten. Seit September 2023 verkehren weniger Züge mit den neuen D- und E-Wagen. Mit der Covid-Pandemie hatten sich die Bedürfnisse der Nutzer geändert. Nun fahren werktags alle Linien durchgehend im 20-Minuten-Takt, ausgenommen die gelbe Linie zum Flughafen, die im 10-Minuten-Takt verkehrt. Am Wochenende und nachts verkehren alle Linien im 20-Minuten-Takt.
Der neue Takt ist damit auf der Stammstrecke leicht ausgedünnt, und anfänglich werde neue Züge auch nur mit 6 Wagen zusammengestellt (auf der gelben Linie mit 8 Wagen), statt der möglichen 10 Wagen, die bis dahin zur Hauptverkehrszeit üblich waren.
Am Flughafen Oakland betreibt BART zur Verbindung zwischen den Terminals und der Station Oakland Coliseum einen Cable Liner Shuttle, auch Air-Bart genannt.

### Erweiterungen

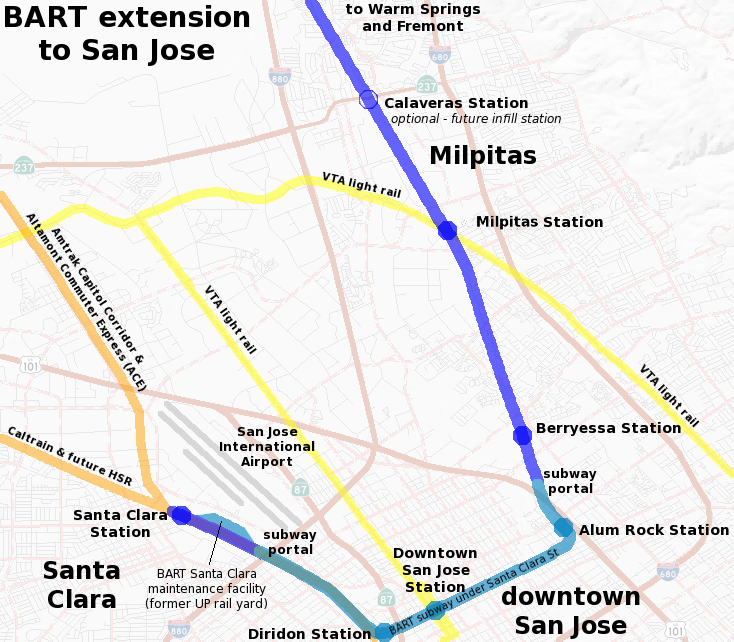
Erweiterung nach San José: Die Strecke nach Berryessa wurde 2020 eröffnet (blau), die weitere Strecke ist in Planung (türkis). Im Bild auch die Strecken der VTA-Stadtbahn (gelb) und Regionalbahnen (orange)

Entsprechend der wachsenden Bevölkerung in der Region wird das BART-Streckennetz regelmäßig ausgebaut. Bisherige Erweiterungen betreffen die Strecken nach Colma und Pittsburg/Bay Point (1996), Dublin/Pleasanton (1997) und SFO/Milbrae (2003). Der »Cable Liner Shuttle« zum Flughafen Oakland ist seit 2014 in Betrieb. Die Erweiterung nach Antioch mit allerdings abweichender Spurweite, Traktionsart und anderen Fahrzeugen wurde 2018 in Betrieb genommen.
Bei der Errichtung des BART wurde das Silicon Valley nicht angeschlossen, da es im Santa Clara County abgelehnt wurde. Dennoch gab es erste Planungen in den 1990er Jahren und mit der besseren Finanzierungslage ab 2006 wurde die Erweiterung grundlegend beschlossen. Der Neubau ab dem bisherigen Endpunkt Fremont wurde in mehrere Phasen unterteilt, der erste Abschnitt nach Warm Springs an der Grenze zum Santa Clara County war seit 2009 im Bau und ging im Frühjahr 2016 in Betrieb. Die Anbindung von Santa Clara am Stadtrand bei Berryessa ist seit dem 13. Juni 2020 in Betrieb und ermöglicht an der davorliegenden Station Milpitas einen Umstieg in die VTA-Stadtbahn von Santa Clara. Der Bahnhof Milpitas ist auch ein Knotenpunkt im Busnetz des County.
An der 2017 fertiggestellten Erweiterung zwischen Fremont und Warm Springs ist in Irvington eine neue Haltestelle geplant. Fundamente und andere Vorleistungen wurden bereits beim Streckenbau errichtet. Der Bau der Station wurde mehrfach verschoben und soll nun im Sommer 2026 beginnen. Die Fertigstellung ist für Ende 2031 geplant.
Seit den 1980er-Jahren ist geplant, das BART-Netz in das Silicon Valley bis nach San José zu verlängern. Mit der im Jahr 2020 eröffneten Streckenverlängerung von Warm Springs bis Berryessa wurde der Norden von San José erreicht. Für die Fortsetzung bis ins Zentrum und den Westteil der Stadt ist ein Bauzeitraum ab 2025 bis mindestens 2037 vorgesehen. Beabsichtigt ist, die Strecke bei Alumn Rock unter die Erde zu verlegen. Unterirdisch soll die Strecke dann nach Westen abbiegen um unter der Santa Clara Street das Geschäftszentrum von San José anzuschließen. Weiter soll die Diridon Station unterfahren werden, ehe die Strecke wieder nach Norden in Richtung zum Flughafen San José und dem Caltrain-Bahnhof Santa Clara verläuft. Während die meisten unterirdischen Strecken von BART als Unterpflasterbahn in offener Bauweise gebaut werden, ist für das Geschäftszentrum, um den Oberflächenverkehr nicht zu sehr zu stören, die geschlossene Bauweise vorgesehen. Die Diridon Station an der Westseite des Geschäftszentrums ist dabei nicht nur jetzt schon ein wichtiger Knotenpunkt im Eisenbahnnetz, sondern auch als Haltepunkt für das kalifornischen Hochgeschwindigkeitsnetz vorgesehen, das die Bay Area langfristig mit Los Angeles verbinden soll.
Von der jetzigen Endhaltestelle Antioch des eBART-Systems sollen weitere Erweiterungen gebaut werden. Dieses mit dieselelektrischen Zügen in Regelspur bediente Netz soll nach Oakley, Brentwood und Byron verlängert werden, in der weiteren Zukunft nach Tracy und Stockton.
Es gab 2010 eine fertige Planfeststellung für eine Erweiterung von Dublin/Pleasanton östlich nach Livermoore, wo der Altamont Corridor Express direkt angeschlossen würde. Eine Petition, die Streckenführung stärker an der Interstate 580 auszurichten, führte 2011 zum Beschluss einer Neuplanung. Seit 2012 lagen dafür erste Planungen vor, es gab jedoch noch keine Beschlussfassung zum Bau. 2018 wurde entschieden, anstelle einer Erweiterung des BART-Netzes eine klassische Bahnverbindung namens Valley Link als Zubringer anzustreben.

## Liniennetz

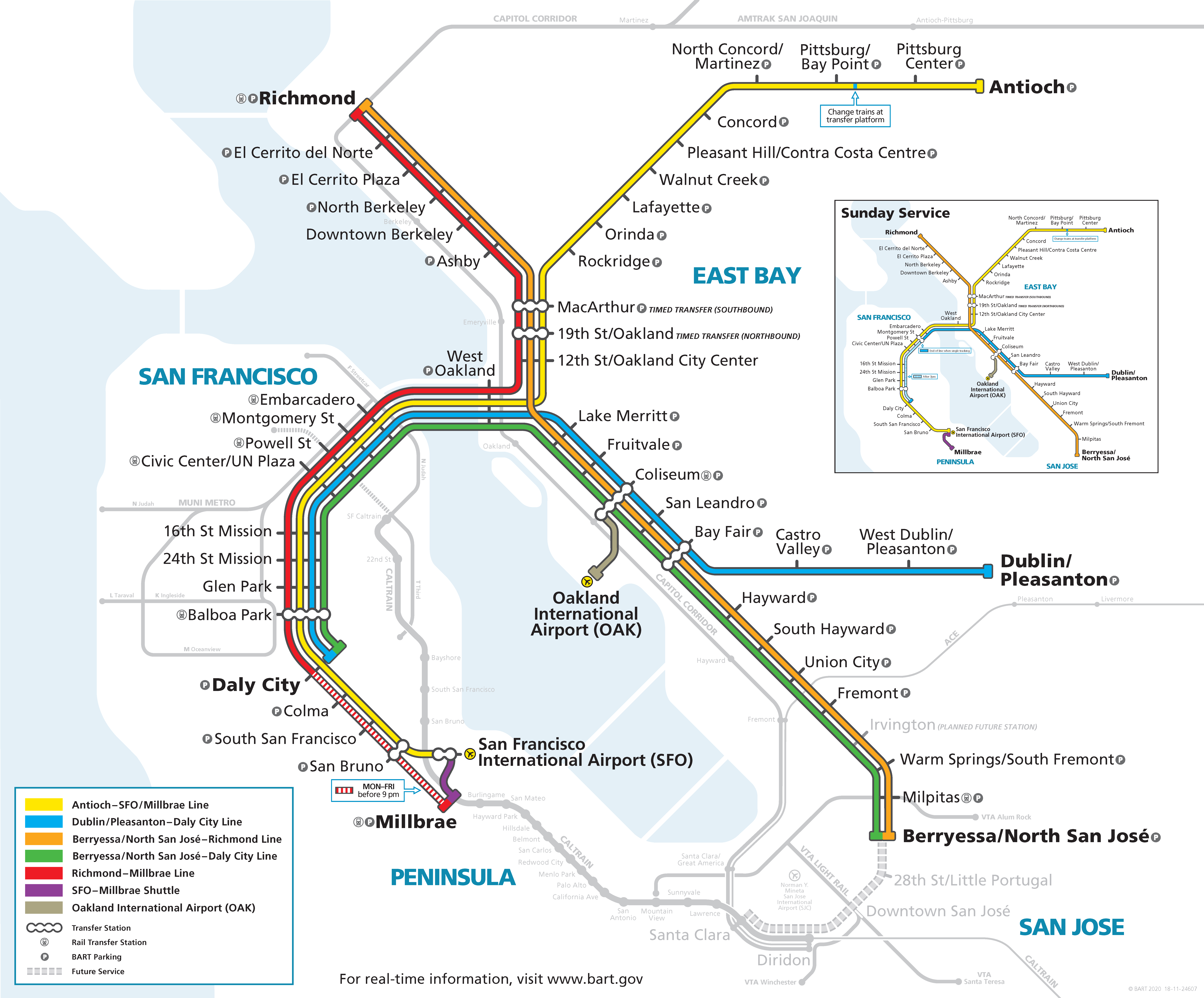
Liniennetz des Bay Area Rapid Transit (2020)

Das BART-Netz setzt sich aus den folgenden fünf Hauptlinien zusammen:
| Linienname                  | Linienbezeichnung          | Strecke | Fahrzeit                                     | Besonderheiten                                                                        |
| --------------------------- | -------------------------- | --- | -------------------------------------------- | ------------------------------------------------------------------------------------- |
| Richmond–Millbrae           | rote Linie (Red Line)      | Richmond – 19th Street/Oakland – Daly City – Millbrae                                                        | 54 min (bis Daly City) 71 min (bis Millbrae) | verkehrt nur Mo–Sa tagsüber, der Abschnitt Daly City–Millbrae wird nur Mo–Fr bedient  |
| Fremont–Richmond            | orange Linie (Orange Line) | Fremont – Bay Fair – Coliseum – 19th Street/Oakland – Richmond                                               | 62 min                                       |                                                                                       |
| Pittsburg/Bay Point–SFO     | gelbe Linie (Yellow Line)  | Pittsburg/Bay Point – 19th Street/Oakland – Daly City – San Francisco International Airport (SFO) – Millbrae | 85 min (bis SFO) 89 min (bis Millbrae)       | Der Abschnitt SFO–Millbrae wird nur bedient, wenn Richmond–Millbrae ihn nicht bedient |
| Dublin/Pleasanton–Daly City | blaue Linie (Blue Line)    | Dublin/Pleasanton – Bay Fair – Coliseum – Daly City                                                          | 64 min                                       |                                                                                       |
| Fremont–Daly City           | grüne Linie (Green Line)   | Fremont – Bay Fair – Coliseum – Daly City                                                                    | 65 min                                       | verkehrt nur Mo–Sa tagsüber                                                           |

Zwischen 2003 und 2004 sowie zwischen 2019 und 2021 gab es außerdem eine violette Linie, welche ohne Zwischenhalt zwischen den San Francisco International Airport und Millbrae verlief und durch eine Verlängerung der roten Linie ersetzt wurde.
Daneben werden ergänzend zu den Hauptlinien zwei Linien betrieben, wie sich technisch betrachtet sowohl von den Hauptlinien als auch untereinander deutlich unterscheiden.
Die beige Linie (Beige Line) verbindet den Flughafen Oakland ohne Zwischenhalt mit den Bahnhof Coliseum, welcher derzeit von den orangen, blauen und grünen Linien bedient wird. Abweichend von allen anderen Linien wird die Linie als Standseilbahn des Typs Cable Liner Shuttle des österreichischen Herstellers Doppelmayr betrieben.
Der eBart ist eine mit normalspurigen Dieseltriebwagen betriebene Linie, welche zwischen den Bahnhof Pittsburg Transfer, wo ein bahnsteiggleicher Anschluss an die gelbe Linie besteht und betrieblich als Teil der Station Pittsburg/Bay Point behandelt wird, und Antioch verkehrt. Obwohl die Linie seitens des Betreibers als Teil der gelben Linie bezeichnet wird, ist der eBart aufgrund der abweichenden Parameter, die eine Durchbindung verhindern und somit für einen Umsteigezwang sorgen, im Grunde genommen eine eigenständige Linie.

## Netzstruktur
Das BART-Netz bindet die Vororte über Linien mit Umsteigemöglichkeiten an das Stadtzentrum von San Francisco an, wo es mehrere Bahnhöfe gibt. Auf den Außenstrecken sind die Abstände zwischen den Stationen größer und die beim Stromschienenbetrieb mögliche Geschwindigkeit wird mit 130 km/h nahezu ausgereizt. Dies ermöglicht räumliche Anbindungen, die sonst dem Regionalverkehr vorbehalten wären – so wird beispielsweise in etwa einer Stunde die 55 km vom Stadtzentrum entfernte Endstation Fremont erreicht.
Das Herzstück des Systems sind der Tunnel unter der Market Street und der Transbay Tunnel, weshalb man das Fahrzeugprofil von vorneherein für unterirdische Röhren angepasst hat. Das gesamte Netz ist auch unabhängig vom restlichen Bahn- und Straßenverkehr gestaltet. Das BART-Netz ist von anderen Verkehrsmitteln vollständig entkoppelt, die Strecken führen auch auf den Außenstrecken bis zu den Endstationen häufig auf Dämmen beziehungsweise in Einschnitten oder auf Mittelstreifen von Autobahnen.
Während das Konzept der BART zu einigen Rekorden taugt, wurde es jedoch nicht von anderen Metropolregionen übernommen. Von Spurweite über Fahrzeugbau bis Streckenweite gibt es nichts Vergleichbares in der Welt, was die Instandhaltungs- und Modernisierungskosten hoch hält. Es gibt keine Altbaureihen, selbst die Fahrzeuge des ersten Lieferloses sind noch täglich im Linienverkehr unterwegs. Die hohen Geschwindigkeiten mit den eingesetzten alten Fahrzeugen führen dazu, dass im Transbay Tunnel Geräusche von 100 dB gemessen wurden und an 23 anderen Stellen noch 90 dB. Selbst auf den geraden Außenstrecken werden noch regelmäßig 70–80 dB gemessen.

## Tarife
Grundlage für den Fahrpreis sind die zurückgelegten Kilometer zwischen zwei Stationen. Es gibt weder Zonen, noch Tages-, Wochen- oder Monatskarten. Nur die Tunnelstrecke unter der Market Street wird einheitlich behandelt, de facto als Zone, denn jede Fahrt, die an einer deren Stationen endet, kostet gleich viel. Außerdem gibt es für die Muni-Monatskarte eine Option, die BART-Strecke unter der Market Street mitnutzen zu können.
Der Fahrpreis für Einzelfahrten kann an Fahrkartenautomaten im Voraus entrichtet werden. Pendler verwenden elektronische Aufladekarten, die bei Zutritt eingelesen werden und bei denen beim Wiedereinlesen am Ausgang der Fahrpreis abgebucht wird. Wenn auf einer BART-Aufladekarte zu wenig Guthaben vorhanden ist, wird man am Ausgang abgewiesen und kann an einer Aufladestation innerhalb des Bahnhofsbereichs nachzahlen. Die verkehrsmittelübergreifende Clipper-Card funktioniert dabei auch für BART. Es gibt ermäßigte Tarife für Schüler, Jugendliche und Senioren. Ansonsten existiert nur ein Abschlag von effektiv 6,25 % bei Kauf von BART HVD (high value tickets), mit Kosten von 45 Dollar (aufgebucht 48 Dollar) oder 60 Dollar (aufgebucht 64 Dollar). Die BART HVD Tickets können auch auf die Clipper-Card geladen werden, deren Betrag wird jedoch nur im Bereich der BART-Stationen entwertet. Bei den anschließenden Regionalbahnen können vor dem Übergang zum BART vergünstigte Übergangskarten erworben werden (teils 20 % günstiger).
Es gibt Vorschläge, die Tarifierung zu vereinfachen. Beim Caltrain gibt es eine Unterteilung in Zonen- wie auch Monatskarten. Kein Vorschlag konnte sich bisher durchsetzen. Generell gibt es in der San Francisco Bay Area keinen Verkehrsverbund.

## BART Police

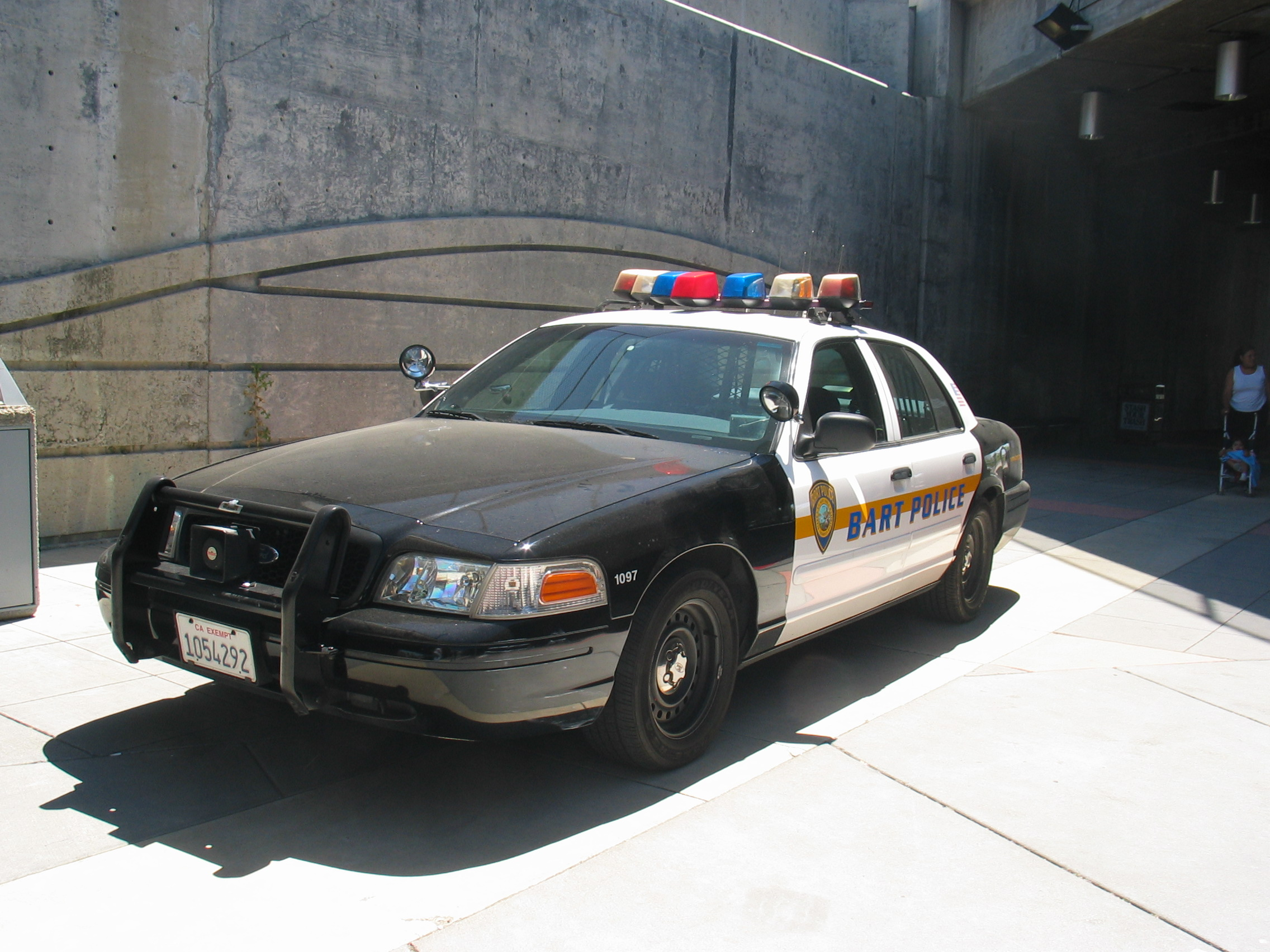
Streifenwagen der BART Police an der Station Dublin/Pleasanton

Die BART verfügt über eine eigene Polizeibehörde, die sich um die Sicherheit der Züge und der Infrastruktur kümmert. Die BART Police wurde 1972 mit Eröffnung des Fahrgastbetriebs des BART gegründet und betreibt derzeit 11 Polizeireviere.
Bekanntheit erlangte die Tötung von Oscar Grant 2009 durch einen BART-Polizisten an der Station Fruitvale. 2014 erschoss ein anderer BART-Polizist während einer Hausdurchsuchung versehentlich einen Kollegen.
Im April und Juni 2017 wurden Fahrgäste ausgeraubt; BART weigerte sich Überwachungsvideos zu veröffentlichen, weil sie dazu bei laufenden Ermittlungen nicht verpflichtet seie und weil die Tatverdächtigen minderjährig seien.

## Fahrzeuge

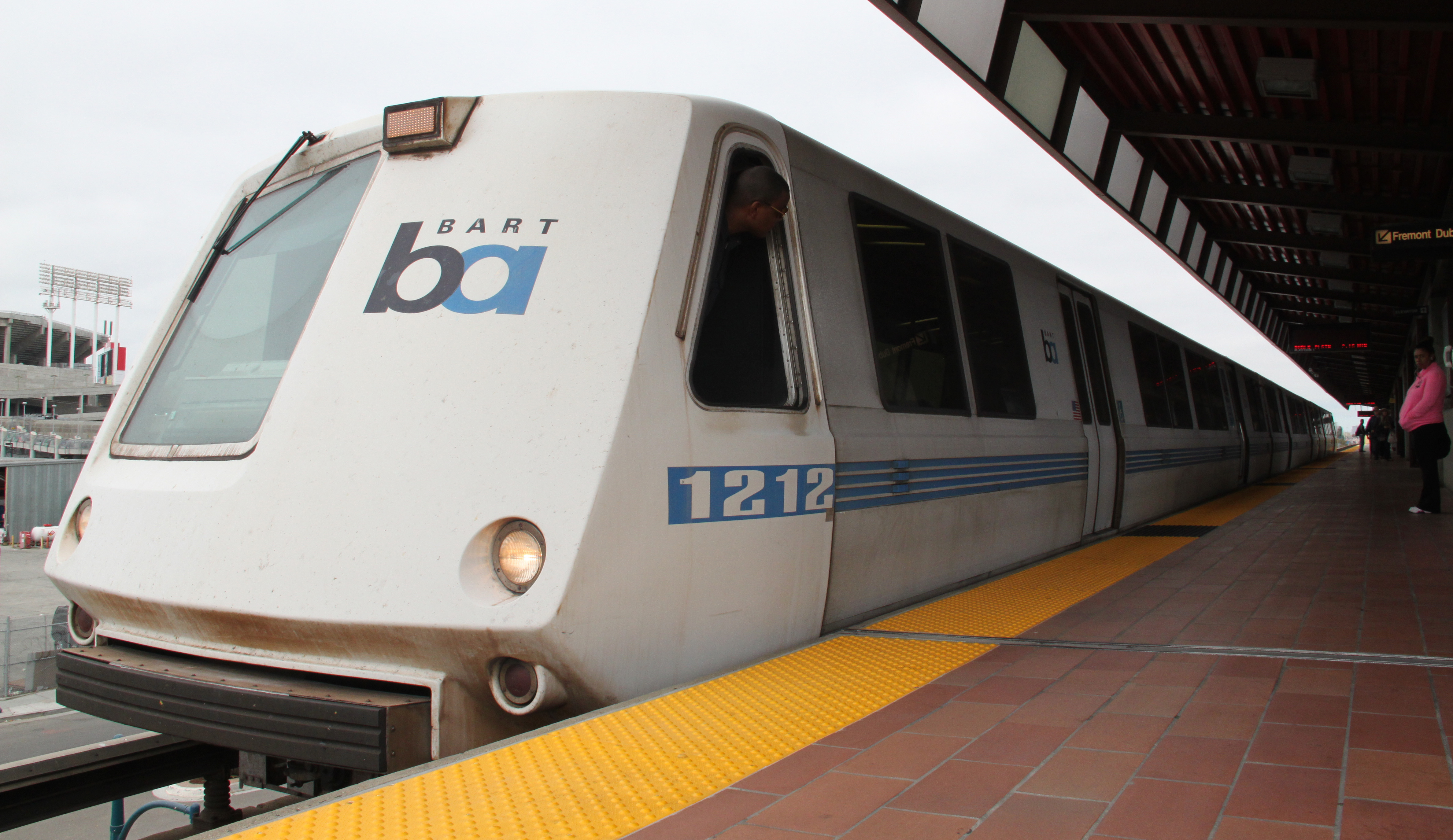
A-Wagen mit der abschrägten Front, die vierstellige Nummer weist auf einen um 2000 modernisierten Zug hin

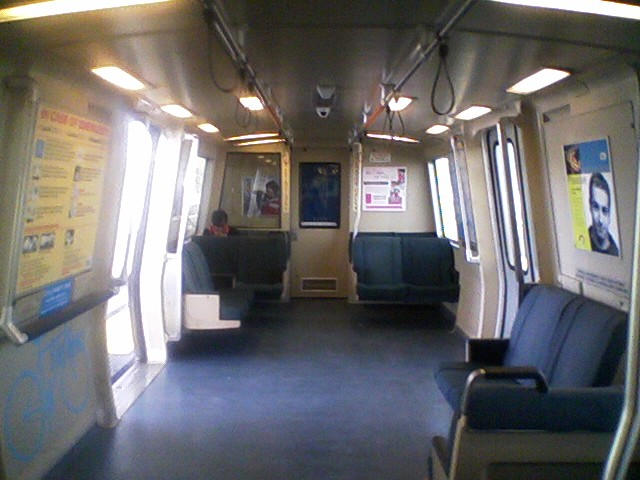
Demonstrator mit dem neuen C2 Innendesign

Obwohl das BART-System statt der sonst in den USA üblichen Regel- die indische Breitspur nutzt, liegt die Wagenbreite mit 3,2 m im Rahmen des üblichen amerikanischen Lichtraumprofils mit 3,25 m Breite. Auch die Bahnsteighöhe liegt mit geschätzten 44" (1100 mm) ähnlich der Bahnsteighöhe von 48" (1200 mm) im Nordostkorridor für dortige Regional- und Vorortzüge. Bei BART gibt es damit einen stufenlosen Einstieg in die Züge (andere Regionalzüge in Kalifornien halten an niedrigen Bahnsteigen um 380 mm). Dagegen sind die Tunnelprofile mit fünf Metern (16 Fuß) Durchmesser vergleichsweise klein und entsprechen den Maßen von Untergrundbahnen. Die Wagen sind an dieses Tunnelprofil angepasst und weisen einen stark bauchigen, fast sechseckigen Querschnitt auf.
Die Länge der Einzelwagen liegt bei etwa zwanzig Metern. In der Regel verkehren Züge mit drei bis zehn Wagen. In der längsten Zusammenstellung werden damit 216 Meter (710 Fuß) erreicht. Derartige Züge nutzen die Bahnsteiglängen von 213 Metern (700 Fuß) nahezu vollständig aus. Dies entspricht der vollen Länge von Eisenbahnbahnsteigen in Kalifornien. In den Spitzenzeiten sind über 500 Wagen gleichzeitig im Einsatz (2010 existierten 579 Wagen), womit unter der Market Street durch die Linienüberlagerung ein Takt von zweieinhalb Minuten gewährleistet ist.
Die Fahrzeuge der zuerst beschafften Serie wurden in A- und B-Wagen unterteilt, was den üblichen Buchstaben für Triebwagen und Beiwagen eines Systems entspricht. Allerdings sind die B-Wagen keine Beiwagen, sondern Triebwagen ohne Führerstand. Rohr Industries in Chula Vista baute die von 1968 bis 1971 angelieferten Fahrzeuge dieser Serie. Die A-Wagen mit Führerstand sind fünf Fuß länger als die führerstandslosen B-Mittelwagen. Beide Bauarten weisen jeweils 60 Sitz- und mehr als 200 Stehplätze auf. 2021 wurde bekannt, dass die Fahrzeuge der ersten Serie ausgemustert und durch Wagen von Bombardier ersetzt werden sollen. Ende 2022 sind noch 56 A- und 341 B- und 60 C-Wagen in Betrieb. Die ältesten Fahrzeuge werden mit einer Software gesteuert, die auf DOS basiert. Um die Fahrzeuge bis zur Ausmusterung in Betrieb halten zu können, beschafft die Werkstatt regelmäßig Computer auf dem Gebrauchtmarkt, die noch die alten Systeme ansprechen können. Da die ersten Baureihen neu entworfen worden waren, gibt es kaum Standard-Bauteile, was die Unterhaltung erschwert.
Bei der zweiten Beschaffung von 1987 bis 1989 wurden ein neues Design für die Wagen des Typs C entwickelt. Die Wagen dieser Baureihe sind beiderseits mit einem Führerstand ausgerüstet; die nicht mehr aerodynamisch geformten Fronten weisen mittig eine Übergangstür auf. Damit sind sie freizügig kuppelbar, mit ihnen können auch abseits der Betriebshöfe Züge verlängert oder geschwächt werden. Es wurden zwei Hersteller ausgewählt: die C1-Wagen wurden 1987–1989 von Alstom gebaut, die C2-Wagen 1994–1996 von Morrison-Knudsen. Beide Wagentypen unterscheiden sich dabei nur im Innenausbau. Insgesamt wurden 150 C1- und 80 C2-Wagen beschafft, sie verfügen jeweils über 56 Sitzplätze.
1995 wurden mit Adtranz Pläne für eine Modernisierung der A/B-Wagen erstellt. Ein für die C2-Wagen entworfenes Innendesign sollte dabei übertragen werden, was im Rahmen allgemeiner Überholungen dann hauptsächlich um 2000/2001 ausgeführt wurde. Im Zug der Umbauten wurden die dreistelligen Nummern der A- und B-Wagen in vierstellige Nummern mit vorangestellter 1 geändert (aus dem Wagen 212 wurde 1212). In den späten 2000er Jahren begann BART, in einigen C2-Wagen neue Designmerkmale wie Klappsitze und Fahrradbereiche zu testen. Sie wurden später auch bei den A- und B-Wagen übernommen. Dabei ist zu bemerken, dass die Fahrradmitnahme generell und ohne Aufpreis erlaubt ist, zu Stoßzeiten jedoch nicht in den ersten drei Wagen oder bei Überfüllung. Zusammengefaltete Klappräder sind dagegen immer statthaft.
Die Fahrzeuge hatten anfangs Radsätze mit einem sehr flachen Radprofil, was zu starker Lärmentwicklung und höherem Verschleiß führte. Die Bombardier-Fahrzeuge erhielten daher ab Werk ein konischeres Radprofil, die Radsätze der Bestandsfahrzeuge wurden reprofiliert.
Im Zuge des Netzausbaus und steigender Fahrgastzahlen ist die Beschaffung weiterer Wagen geplant. Wie schon bei den A- und B-Wagen wurden wieder zwei Bauarten vorgesehen, D-Wagen mit und E-Wagen ohne Führerstand. Für den schnelleren Fahrgastwechsel hat jeder Wagen sechs Türen. Nach einer Ausschreibung ging im Mai 2012 der Auftrag im Umfang von $896 Millionen US-Dollar an Bombardier Transportation zur Beschaffung von 410 Wagen, aufgeteilt in eine erste Lieferung von 260 Wagen und einer Option auf 150 weitere Wagen. Schon im November 2013 wurde die Lieferung um 365 Wagen aufgestockt, sodass insgesamt 775 Wagen der neuen Serie beschafft werden, davon etwa 40 % mit Führerstand. Die ersten Wagen für einen zehnteiligen Zug sollten ursprünglich 2015 geliefert und getestet werden. Aufgrund von Verzögerungen erfolgte die Inbetriebsetzung des Testzuges allerdings erst 2016 und im Verlauf des Jahres 2017 wurden nur weitere zehn Wagen geliefert. In einer Vereinbarung mit Bombardier wurde daraufhin festgelegt, die Herstellung auf 16 Wagen pro Monat zu beschleunigen, um bis Ende 2021 alle Wagen geliefert und spätestens 2022 die neue Flotte in Betrieb zu haben. Aufgrund von Qualitätsprobleme wurde im Januar 2021 die Abnahme gestoppt. Bombardier hatte mit Finanzproblemen zu kämpfen und im gleichen Monat wurde der Betriebsteil an Alstom verkauft, die versprachen, die Probleme schnell zu beheben (auch andere Verkehrsbetriebe in den USA waren betroffen). Ab Februar 2022 wurden Wagen wieder abgenommen. Bis September 2023 waren 591 D- und E-Wagen geliefert, mit denen alle 55 Züge für den Regelbetrieb zusammengestellt werden konnten. Bis Ende 2024 wurden alle Wagen geliefert; Mitte Januar 2025 waren zehn der 868 Wagen noch nicht zugelassen.
Im September 2023 wurde die letzten Wagen der A- und B-Serie abgestellt. Sie wurden für Sonderfahrten und Hochlastbetrieb bis Ende 2024 betriebsbereit gehalten. Die C-Serie war schon bis August 2021 abgestellt worden.

### Baureihen
Neben den Baureihen des breitspurigen BART-Kernnetzes besitzt und betreibt die Gesellschaft noch Fahrzeuge für daran angeschlossene Linien.
| Linien                    | Hersteller       | Baureihe    | Bild | Anzahl | Fahrzeug- Nummern | Baujahre  | Hinweise                            |
| ------------------------- | ---------------- | ----------- | ---- | ------ | ----------------- | --------- | ----------------------------------- |
| BART Hauptlinien          | Rohr             | A           |      | 59     | 1164–1276         | 1968–1971 | abgestellt seit September 2023      |
| BART Hauptlinien          | Rohr             | B           |      | 389    | 1501–1913         | 1968–1971 | abgestellt seit September 2023      |
| BART Hauptlinien          | Alstom           | C1          |      | 150    | 301–450           | 1987–1989 | abgestellt seit August 2021         |
| BART Hauptlinien          | Morrison-Knudsen | C2          |      | 80     | 2501–2580         | 1994–1996 | ausgemustert zwischen 2019 und 2021 |
| BART Hauptlinien          | Bombardier       | D           |      | 310    | 3001–3310         | 2012–2024 |                                     |
| BART Hauptlinien          | Bombardier       | E           |      | 465    | 4001–4465         | 2012–2024 |                                     |
| Oakland Airport Connector | Doppelmayr       | Cable Liner |      | 4      | 1.3–4.3           | 2014      | Schienenseilbahn                    |
| eBART                     | Stadler          | GTW         |      | 8      | 101–108           | 2016      | dieselelektrisch                    |